# Fuentestrún
Fuentestrún – gmina w Hiszpanii, w prowincji Soria, w Kastylii i León, o powierzchni 9,19 km². W 2011 roku gmina liczyła 57 mieszkańców.